# Maximiliane Sontoneff
Maxi(miliane) Sontoneff (* vor 1880; † Mai 1905 in Berlin, Deutsches Reich) war eine Theaterdirektorin und Schriftstellerin.

## Leben
Maximiliane Sontoneff wirkte um die Jahrhundertwende des 19. zum 20. Jahrhundert. Sie war Theaterdirektorin und später Autorin. Ab 1898 trat sie als Autorin diverser Bühnenwerke in Erscheinung. Daneben schrieb sie Beiträge zu verschiedenen Zeitschriften wie Die Gesellschaft und Wiener Caricaturen. Im Nachlass Engelbert Humperdincks findet sich ein an Humperdinck adressierter Brief Sontoneffs aus dem Jahr 1897. Sie stand in den Jahren 1903 und 1904 mit Michael Georg Conrad in Briefwechsel. Zu ihren Wirkorten zählten neben Wien und Berlin, München und Metz.

## Werke (Auswahl)
- Seine alte Freundin (englisch His old girlfriend), Lustspiel, verlegt bei Felix Bloch Erben in  Berlin, 1898 OCLC 934797408 Die Uraufführung fand am Berliner Theater mit Auguste Prasch-Grevenberg, der Ehefrau des Theaterdirektors Alois Prasch, in der Hauptrolle statt. In weiteren Rollen spielten Emilie Schroth, Frau Wenk und Albert Bassermann.[6] In DIe Gegenwart vom 8. Oktober 1898 bezeichnet der Rezensent, das Stück als unverkennbare Weiberarbeit. Zur Handlung schreibt er, dass die Hauptrolle eine berühmte, aber stark emanzipierte Malerin, die ihrem Jugendfreund einmal im kindlich Spiel das Nasenbein zerschlagen hat, mit einem, von ihr „Bubi“ genannten, viel jüngeren Manne verlobt ist. Im Laufe des Stücks erkennt sie, das ihr Verlobter eher ihre Nichte zugeneigt ist, und sie tritt ihn mit ungewöhnlicher Vernünftigkeit und rührendem Edelmuth entsagungsvoll der kleinen Nichte ab, um sich dem Jugendfreunde, dem nunmehrigen Professor zuzuwenden ... .[Digitalisat 1]
- Miss Ozeana[3]
- Die böse Sieben[3]
- Sylvestergedanken einer Modernen in Wiener Caricaturen, Wien, 1. Januar 1900[Digitalisat 2]
- Intimes aus dem Seelenleben einer anderen Frau in Die Gesellschaft - Halbmonatsschrift für Litteratur, Kultur und Sozialpolitik, XVI. Jahrgang, Band 1, 2. Heft Januar 1900, Seite 108ff, G. Person’s Verlag, Leipzig[Digitalisat 3]
- Abgott Mann, Schauspiel in drei Akten, verlegt bei Pierson in Leipzig und Dresden, 1801 OCLC 162235413 In der Neuen Freien Presse in Wien erschien am 18. August 1901 eine Rezension. Der Rezensent vermutet in Maxi Sontoreff eine männliche Person, der er unterstellt ein guter Spassmacher zu sein, da er sonst schwelich so selbstkritiklos gewesen wäre, ein so unglaublich dummes Stück zu veröffentlichen.[7] In das Allgemeine Literaturblatt aus Wien vom 1. Juni 1902 schreibt der Rezensent: In diesem höchst unanständigen Stücke ... liegt viel psychologische Wahrheit und wenig dramatische Kraft, zumal das Thema an sich novellistisch ist.[Digitalisat 4] Zur Handlung schreibt beide: ... die Geschichte des Opernsängers Alfred Sonthoff, der seine ihm in jeder Beziehung überlegene Frau betrügt, den Backfisch Olga ins Unglück stürzt, und in der Verbindung mit einem anderen Mädchen selbst unglücklich wird, um schließlich blasiert in die Arme seiner Frau, der Schauspielerin Mirra, zurückzukehren ...[Digitalisat 4][Digitalisat 5]
- Blaublümelein. Ein Wirklichkeitsmärchen. 21. Januar 1904[4]
- Firma Goldberg[1]
- Recht auf Arbeit[1]

## Digitalisate
1. ↑  Dramatische Aufführungen in Die Gegenwart vom 8. Oktober 1898 als Digitalisat im Internet Archive
2. ↑  Sylvestergedanken einer Modernen als Digitalisat bei ANNO – AustriaN Newspapers Online
3. ↑  Intimes aus dem Seelenleben einer anderen Frau als Digitalisat im Internet Archive
4. 1 2  Sontonoff, Maxi: Abgott Mann in Allgemeines Literaturblatt vom 1. Juni 1902 als Digitalisat im Internet Archive
5. ↑  Abgott Mann in Neue Freie Presse vom 18. August 1901 als Digitalisat bei ANNO – AustriaN Newspapers Online